# ستان فان دن بايز
ستان فان دن بايز هو لاعب كرة قدم بلجيكي، ولد في 8 يونيو 1957 في أنتويرب في بلجيكا. لعب مع نادي كلوب بروج.

## وصلات خارجية
- ستان فان دن بايز على موقع قاعدة بيانات كرة القدم.إي يو (الإنجليزية)